# Shin Suk-ja
Shin Suk-ja (신숙자), née en 1942, est une prisonnière politique sud-coréenne. Elle a été emprisonnée avec ses filles dans le camp de concentration de Yodok après que son mari Oh Kil-nam a fui la Corée du Nord pour rejoindre le Danemark. Elle a été reconnue prisonnier d'opinion par Amnesty International. 

## Biographie
Shin est née à Tongyeong dans la province du Gyeongsang du Sud, actuellement située en Corée du Sud. Elle a suivi sa scolarité là-bas. À partir de 1958, elle a fait des études d'infirmière à Masan. En 1970, elle a quitté la Corée du Sud pour l'Allemagne. C'est là qu'elle a rencontré Oh Kil-nam, un étudiant en économie sud-coréen qu'elle a épousé en 1972. Le couple déménagea ensuite à Kronshagen, près de Kiel, où Shin donna naissance à deux filles, Oh Hae-won (le 17 septembre 1976) et Oh Kyu-won (le 27 septembre 2011). Ils y restèrent jusqu'en 1985.
Influencé par des militants de gauche coréens vivant en Allemagne, parmi lesquels Song Du-yul et Isang Yun, Oh Kil-nam accepta un poste d'économiste à Pyongyang. Shin Suk-ja opposa des objections mais son mari fut convaincu, parce que les officiels lui avait promis un traitement gratuit pour Shin, atteinte d'une hépatite. Ils arrivèrent en Corée du Nord le 8 décembre 1985.
Mais, en lieu et place du traitement promis, Shin et ses filles furent enfermées dans un camp militaire et furent utilisées à des fins de propagande par le régime de Kim Il-sung. Oh Kil-nam devait retourner en Allemagne pour recruter des étudiants coréens mais Shin lui enjoignit de fuir une fois sur place. Ce qu'il fit en 1986, demandant l'asile politique au Danemark. Shin et ses filles, en conséquence, furent déportées au camp de concentration de Yodok. 
Depuis, Oh se bat (notamment avec Amnesty International) pour revoir sa famille. En 2011, The Korea Times évoqua un déplacement de Shin et ses filles dans un autre camp. En mai 2012, un officiel annonça la mort de Shin mais Oh refuse d'y croire, notamment à cause de précédents mensonges nord-coréens sur la mort présumée de citoyens japonais qu'ils avaient enlevés.